# سوپر جام فوتبال جزایر فارو
سوپر جام فوتبال جزایر فارو (به فاروئی: Faroe Islands Super Cup) مسابقه‌ای که سالانه مابین قهرمان لیگ برتر فوتبال جزایر فارو و قهرمان جام حذفی فوتبال جزایر فارو برگزار می‌شود.
باشگاه فوتبال هاونر بولتفلانگ با ۲ قهرمانی پرافتخارترین تیم این سری مسابقات به حساب می‌آید.